# Vesperbild
Vesperbilder (av latin vesper, "afton") kallas framställningar av de på aftonen efter Kristi korsfästelse närmast följande tilldragelserna: korsnedtagningen, Kristi begråtande (dit hör de s.k. "pietàgrupperna") och Kristi gravläggning av Josef från Arimataia.